# Fortress – Die Festung
Fortress – Die Festung (Fortress) ist ein US-amerikanisch-australischer Science-Fiction-Actionfilm aus dem Jahr 1993. Regie führte Stuart Gordon, das Drehbuch schrieben Troy Neighbors, Steven Feinberg, David Venable und Terry Curtis Fox. Der Film startete am 24. Juni 1993 in den deutschen Kinos.

## Handlung
Im Jahr 2017 sind die Vereinigten Staaten eine überbevölkerte Militärdiktatur. Karen S. Brennick ist zum zweiten Mal schwanger, die erste Schwangerschaft endete mit einer Totgeburt. Die Gesetze erlauben jedoch ausnahmslos jeder Frau, nur ein Kind zu bekommen. Sie und ihr Ehemann John Henry Brennick versuchen, nach Kanada zu fliehen, werden jedoch festgenommen.
Die Eheleute werden zu einer langjährigen Haftstrafe verurteilt, die sie in einem unterirdischen High-Tech-Gefängnis verbringen sollen, das von der MenTel Corporation betrieben wird. Der Gefängnisdirektor Poe beaufsichtigt den Computer Zed-10, der die Gefangenen überwacht. Allen Häftlingen werden sogenannte „Intestinatoren“ implantiert, mit denen ihnen bei Zuwiderhandeln starke Schmerzen zugefügt, oder sie gar getötet werden können.
Poe findet Gefallen an Karen und bringt sie dazu, bei ihm zu leben. Wie sich herausstellt, ist Poe ein Cyborg, der allerdings zu menschlichen Gefühlen fähig ist. Karen entwendet eine holographische Karte des Gefängnisses und lässt sie John zukommen. D-Day, ein Zellengenosse Johns, gerät an den Intestinator eines Häftlings, als dieser erschossen wird, zerlegt das Gerät und kann einen Bestandteil dazu nutzen, die Intestinatoren der anderen zu entfernen.
Eine Gruppe um John platziert nun ihre Intestinatoren in einem Luftschacht, inszeniert eine Schlägerei und bringt so Zed-10 dazu, die Intestinatoren zur Explosion zu bringen. Die Gruppe nutzt die entstandene Öffnung, um aus dem für die Gefangenen vorgesehenen Bereich zu entkommen.
Poe wird inzwischen von Zed-10 über Karens Machenschaften benachrichtigt und veranlasst, dass ihr Kind umgehend per Kaiserschnitt zur Welt gebracht werden soll. Karen würde dies nicht überleben.
Die Gruppe um John schafft es, zu Poe und Zed-10 vorzudringen. Als John Poe mit vorgehaltener Waffe dazu zwingen will, Karen freizulassen und dieser einwilligt, bewirkt Zed-10, dass Poe mit einer computergesteuerten Geschützkanone erschossen wird. D-Day hackt sich in Zed-10s System und verursacht dessen totalen Zusammenbruch, wodurch die Gefangenen fliehen können. Den Eheleuten und dem Mitgefangenen Gomez gelingt die Flucht nach Mexiko, wo Karen ihr Kind zur Welt bringt. 

## Auszeichnungen
Stuart Gordon wurde im Jahr 1993 für den Großen Preis des Avoriaz Fantastic Film Festivals nominiert. Der Film wurde 1994 als Bester Science-Fiction-Film für den Saturn Award nominiert.

## Hintergründe
Der Film wurde in Queensland (Australien) gedreht. Seine Produktionskosten betrugen schätzungsweise 12 Millionen US-Dollar. Der Film spielte in den Kinos der USA ca. 6,7 Millionen US-Dollar ein und ca. 40 Millionen US-Dollar in den anderen Ländern.
Im Jahr 1999 wurde die Fortsetzung Die Festung II: Die Rückkehr produziert, in der Christopher Lambert erneut die Hauptrolle übernahm. Der Film wurde von Geoff Murphy inszeniert.
Die deutsche FSK-18 Leih-VHS und DVD-Veröffentlichung ist, im Gegensatz zur ungeschnittenen Originalversion, stark geschnitten. Es wurden ca. 3,5 Minuten entfernt. Für den VHS-Verkaufsmarkt wurde eine weitere, noch stärker geschnittene Fassung angefertigt. Diese ist ab 16 Jahren freigegeben und es fehlen insgesamt ca. 12 Minuten. Diese Fassung wurde auch öfter im Fernsehen ausgestrahlt. Nach einer Neuprüfung durch die FSK im April 2017 wurde die ungekürzte Fassung ab 16 Jahren freigegeben.

## Kritik
Die Londoner Zeitschrift TimeOut schrieb, die Szenen innerhalb des High-Tech-Gefängnisses seien „halbwegs wirkungsvoll“, aber in den späteren Szenen seien das geringe Budget des Films und die eingeschränkte erzählerische Vorstellungskraft bemerkbar. Der Film degeneriere zu einem „zum Teil explosiven, zum Teil sentimentalen Starvehikel“. Die Zeitschrift bezeichnete den Film als eine SF-Version von Gesprengte Ketten; Lambert sei jedoch nicht McQueen.
Das Lexikon des internationalen Films urteilte: „Reißerische Mischung aus Science-Fiction, Action und Gefühlsbetontheit. Die ansatzweise Mahnung, daß nur der angstüberwindende Mensch zum Kampf gegen Unmenschlichkeit befähigt ist, geht in harten Schock- und High-Tech-Effekten unter.“